# وولودیمیر مونتیان
وولودیمیر مونتیان (اوکراینی: Володимир Федорович Мунтян؛ زادهٔ ۱۴ سپتامبر ۱۹۴۶) بازیکن و مربی فوتبال اهل اوکراین و اتحاد جماهیر شوروی سوسیالیستی بود.
از باشگاه‌هایی که در آن بازی کرده‌است می‌توان به باشگاه فوتبال دینامو کی‌یف اشاره کرد.
وی همچنین در تیم ملی فوتبال شوروی بازی کرده‌است.